# Bob Hawke
Bob Hawke (anglès: Robert Hawke)  (Bordertown, 9 de desembre de 1929 - Sydney, 16 de maig de 2019) Robert James Lee "Bob" Hawke va ser primer ministre d'Austràlia des de 1983 fins a 1991. A més va ser membre de l'Orde d'Austràlia.)
Després d'una dècada com a president del Australian Council of Trade Unions (organització sindical australiana), va entrar en política en les eleccions federals d'Austràlia de 1980 convertint-se en Primer Ministre tres anys després i guanyant quatre eleccions federals consecutives.